# Javornik, Idrija
Javornik je naselje v Občini Idrija.